# 新阿列克西伊夫卡 (五一城區)
47°39′42″N 30°44′19″E / 47.66167°N 30.73861°E
新阿列克西伊夫卡（烏克蘭語：Новоолексіївка），是烏克蘭南部尼古拉耶夫州五一城區弗拉迪伊夫卡市镇的村落。始建於1902年，面積1.59平方公里，海拔高度144米，2001年人口226，人口密度每平方公里142.1人。